# Nederlandse Organisatie voor Wetenschappelijk Onderzoek
Die Nederlandse Organisatie voor Wetenschappelijk Onderzoek (NWO, dt. Niederländische Organisation für wissenschaftliche Forschung) ist die nationale niederländische Wissenschaftsorganisation.

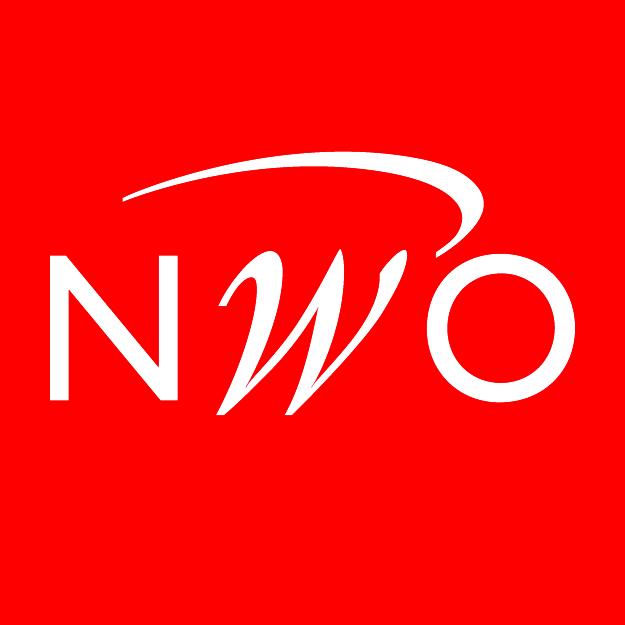
Logo der NWO

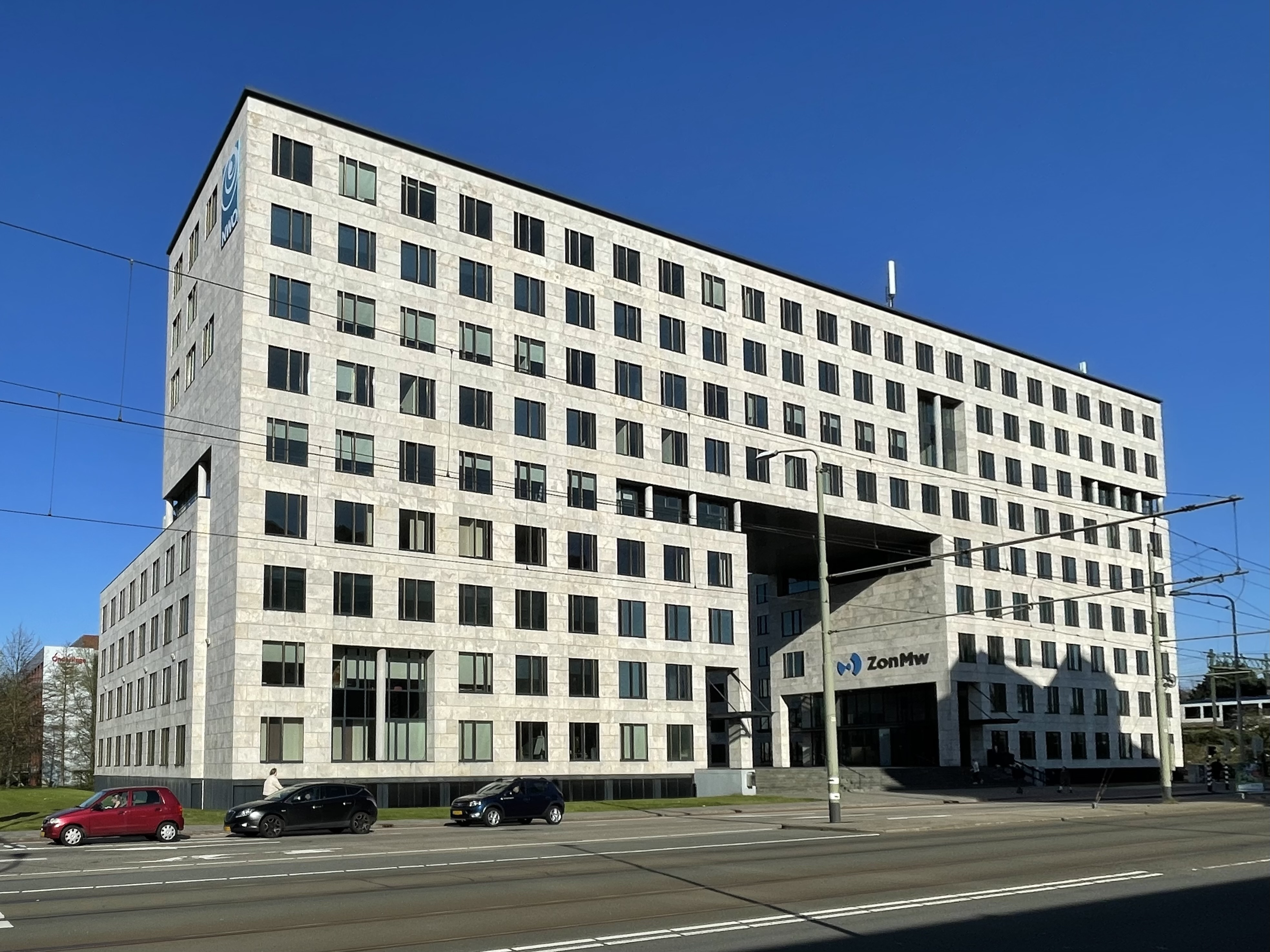
Hauptsitz in Den Haag

Sie wurde 1950 als Nederlandse Organisatie voor Zuiver-Wetenschappelijk Onderzoek (ZWO) gegründet (damals gab es noch eine getrennte Organisation TNO für Angewandte Forschung) und 1988 in NWO umbenannt und mit einem breiteren Aufgabenspektrum versehen.
Sie hat ein Jahresbudget von rund 625 Millionen Euro (2013), überwiegend finanziert vom niederländischen Staat. Damit werden Forschungsprojekte in den Niederlanden gefördert.
Jährlich wird der Spinoza-Preis vergeben, der höchste niederländische Wissenschaftspreis. Sie organisieren auch ein nationales Wissenschafts-Quiz im niederländischen Fernsehen.
Es gibt verschiedene Unterorganisationen:
- Geo- und Biowissenschaften (Aard- en Levenswetenschappen, ALW)
- Chemie (CW)
- Naturwissenschaften (Exacte Wetenschappen, EW)
- Geisteswissenschaften (Geesteswetenschappen, GW)
- Sozialwissenschaften (Maatschappij- en Gedragswetenschappen, MaGW)
- Naturkunde
- Medizin (Medische Wetenschappen, MW), verwaltet von ZonMw
- FOM, der Stichting voor Fundamenteel Onderzoek der Materie (Stiftung für Fundamentale Untersuchungen der Materie), einer Unterorganisation der NWO für physikalische Grundlagenforschung, die seit 1946 besteht
- Technologie (TW), unterhalten von der Technologiestichting STW
- WOTRO Science for Global Development

Zu ihr gehören acht Forschungsinstitute, unter anderem:
- Astronomisch Onderzoek in Nederland (ASTRON)
- Centrum Wiskunde & Informatica (CWI) in Amsterdam
- Nederlands Studiecentrum Criminaliteit en Rechtshandhaving, NSCR, Amsterdam (Kriminologie)
- Niederländisches Institut für Meeresforschung, NIOZ Koninklijk Nederlands Instituut voor Zeeonderzoek, NIOZ
- Netherlands Institute for Space Research (SRON)

sowie die FOM Institute:
- Institute for Atomic and Molecular Physics (AMOLF) in Amsterdam, 1966 aus einem Vorgängerinstitut für Massenspektrometrie entstanden. Hier wurden unter anderem Ultrazentrifugen für Urananreicherung entwickelt.

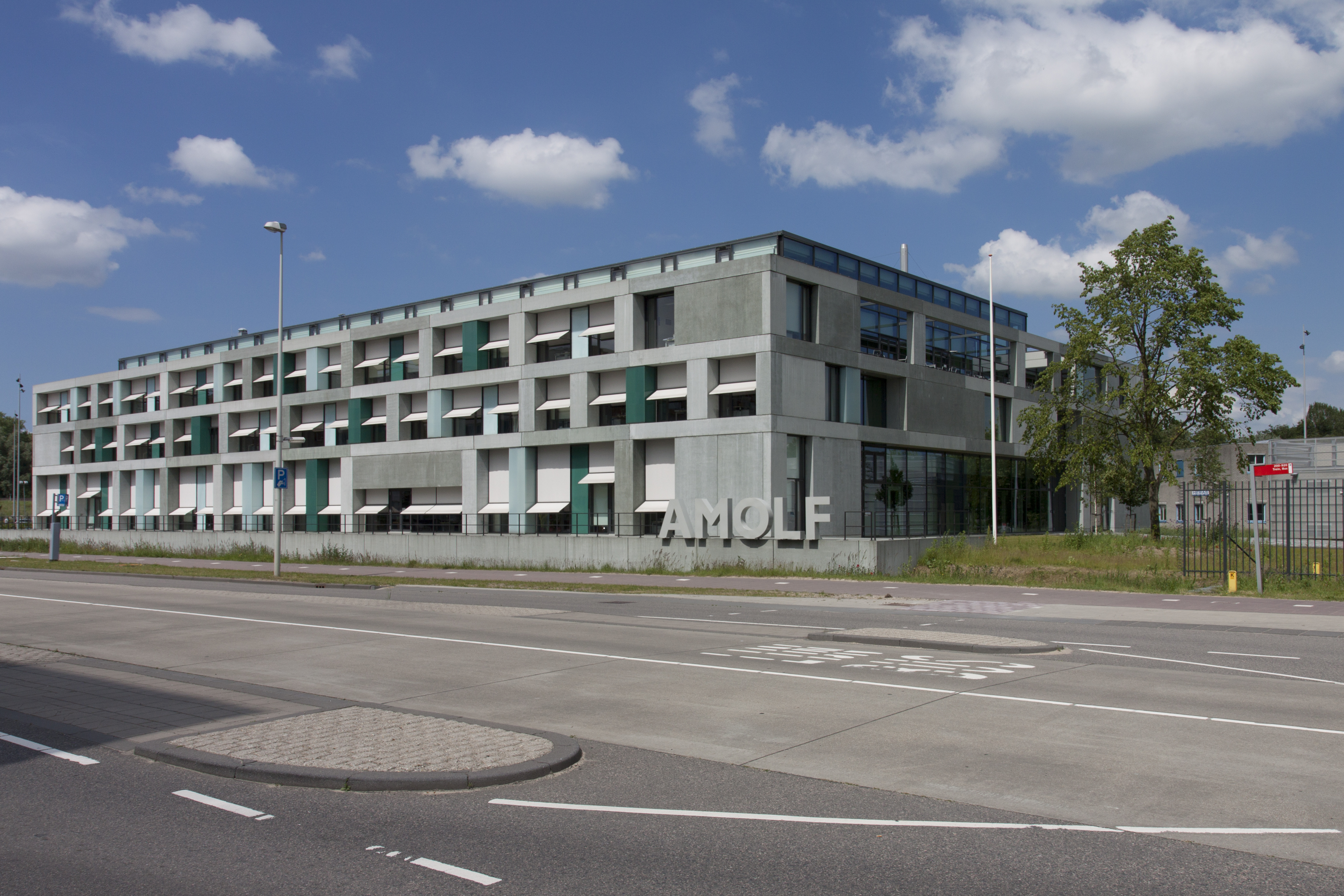
AMOLF 2012

- DIFFER (Dutch Institute for Fundamental Energy Research)
- NIKHEF in Amsterdam, für subatomare Physik

Außerdem partizipieren sie an DANS (Data Archiving and Networking Services) zusammen mit der Königlich Niederländischen Akademie der Wissenschaften (KNAW) und am Netherlands eScience Center (NLeSC).